# Ronald Fisher
Ronald Aylmer Fisher (Londra, 17 febbraio 1890 – Adelaide, 29 luglio 1962) è stato uno statistico, matematico e biologo britannico, considerato il padre della statistica moderna.

## Biografia
Dal 1919 al 1933 è stato docente presso la stazione sperimentale di Rothamsted, poi, dal 1933 al 1943 a capo del dipartimento di eugenetica all'University College di Londra e infine, dal 1943 al 1957 titolare della cattedra di genetica all'Università di Cambridge.
Nel 1918 dimostrò matematicamente che i caratteri genetici (argomento di forte interesse per il neodarwinismo) seguono le regole indicate da Mendel e che si distribuiscono secondo una curva di Gauss. È stato tra i primi a comprendere l'importanza del campionamento casuale per poter generalizzare i risultati, in opposizione ai campionamenti fatti secondo criteri vari di opportunità. Nel 1925 perfezionò il metodo ideato da William Sealy Gosset (alias Student) per confrontare due medie, ideando il test "t di Student" attualmente usato e introducendo il concetto di gradi di libertà.
Importante sua innovazione è stata la cosiddetta analisi della varianza, ma è un suo allievo (George W. Snedecor) a utilizzare una distribuzione diversa da quella gaussiana, introducendo la variabile casuale F di Snedecor, dove la F è in onore al maestro (Fisher).
Con The Design of Experiments (1935) introdusse la regola che gli esperimenti devono essere programmati (designed, progettati) prima di essere effettuati, affinché i test statistici possano avere una loro validità. In questo ambito coniò i concetti di ipotesi nulla (H0) e ipotesi sperimentale (H1).
Ha affermato (e si tratta di una grande novità in ambito del metodo scientifico) che nessuna ricerca sperimentale può dimostrare l'ipotesi sperimentale, ma solo "accettare" o "respingere" l'ipotesi nulla, anche se effettuare tanti esperimenti in cui si rigetta l'ipotesi nulla aumenta la credibilità che l'ipotesi sperimentale sia vera.
Nel 1930 propose la Teoria genetica della selezione naturale (The genetical theory of natural selection) nella quale studiava in maniera innovativa diversi concetti nel campo dell'evoluzione, come la selezione sessuale e il mimetismo, arrivando ad enunciare il teorema fondamentale della selezione naturale che afferma che in presenza di selezione naturale la fitness media di una popolazione tende ad aumentare.
Parte di questo lavoro fu volta ad applicare la teoria evoluzionistica alla specie umana secondo i metodi dell'eugenetica. In base al fenomeno per cui una popolazione prolifica ha più probabilità di sopravvivere in virtù della sua maggiore variabilità genetica, Fisher postulò che la tendenza delle classi agiate ad avere pochi figli avrebbe portato al declino la specie umana, e propose quindi di favorire economicamente solo quelle famiglie che avessero un alto numero di figli.
Richard Dawkins ha definito Fisher «il più grande biologo dopo Darwin». Parallelamente alla sua abbondante produttività scientifica, fu presidente della Royal Statistical Society, primo presidente della International Biometric Society, presidente della Société de Biométrie e presidente dell'Istituto Internazionale di Statistica (IIS).
Il fatto che, in seguito alle divergenze con il proprio maestro Karl Pearson, divenne direttore della stazione agraria di Rothamsted, alimenta tuttora la leggenda che la statistica moderna e la sua metodologia sia nata in ambito agrario, mentre in realtà Fisher come i suoi predecessori si forma nell'ambito della biometria, psicologia sperimentale o eugenetica. Infatti dopo aver diretto per 14 anni la stazione sperimentale gli venne assegnata la cattedra di eugenetica fondata da Galton e appartenuta a Pearson, e successivamente la Cattedra di Genetica all'Università di Cambridge.
Nel 1936 introdusse con The use of multiple measurements in taxonomic problems l'analisi discriminante (nella fattispecie quella lineare).

## Opere
Alcune delle sue 395 pubblicazioni:
- Frequency Distribution of the Values of the Correlation Coefficient in Samples from an Infinitely large Population (in Biometrika, 1915)
- On the mathematical foundations of theoretical statistics (1922)
- Theory of statistical estimation (1925)
- Applications of Student's distribution (1925)
- The general sampling distribution of the multiple correlation coefficient (1928)
- The genetical theory of natural selection (1930)
- The design of experiments (1935)
- The use of multiple measurements in taxonomic problems (in Annals of Eugenics 7/1936)
- Statistical tables for biological, agricultural and medical research (1938, coautore:Frank Yates)
- Statistical Methods for Research Workers (1932, 1941)
- The theory of imbreeding (1949)
- Contributions to mathematical statistics (1950)
- Statistical methods and statistical inference (1956)
- Smoking: the cancer controversy. Some attempts to assess the evidence, (1959).